# Runc (Ocoliș), Alba
Runc (în maghiară Aranyosrunk) este un sat în comuna Ocoliș din județul Alba, Transilvania, România. Este situat la poalele masivului Muntele Mare, pe Râul Ocoliș.

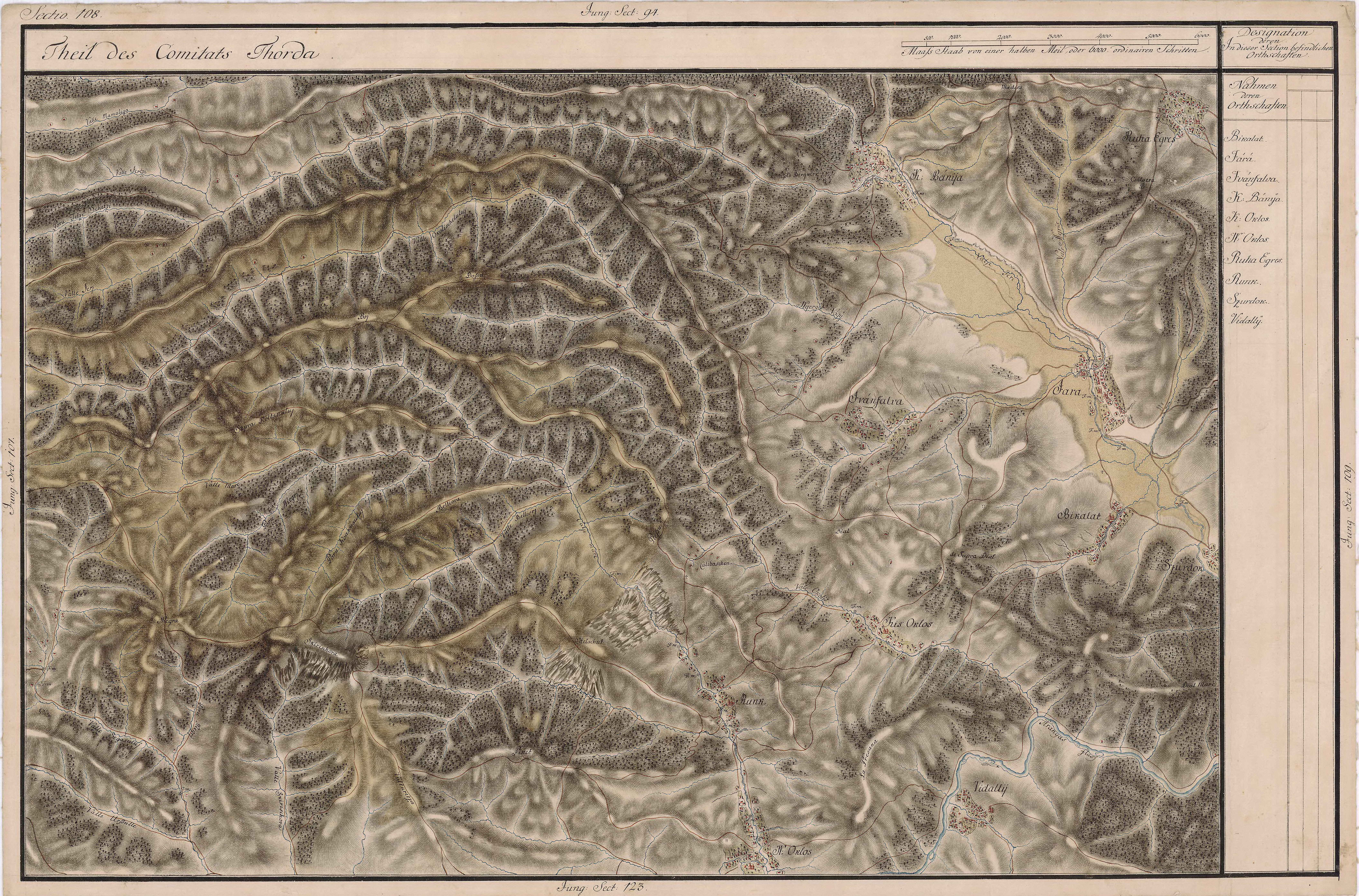
Runc pe Harta Iosefină a Transilvaniei, 1769-1773 (Sectio 108)

Pe Harta Iosefină a Transilvaniei din 1769-1773 (Sectio 108) satul Runc apare sub numele de Runk.

## Lăcașuri de cult
- Biserica de lemn „Sf. Arhangheli Mihail și Gavriil”, din 1733 (reconstruită în 1852). Biserica este înscrisă pe lista monumentelor istorice din județul Alba[2] elaborată de Ministerul Culturii și Patrimoniului Național din România în anul 2010.

## Obiective turistice
- Rezervația naturală „Cheile Runcului” (20 ha).
- Rezervația naturală „Cheile Pociovaliștei” (25 ha).

## Imagini

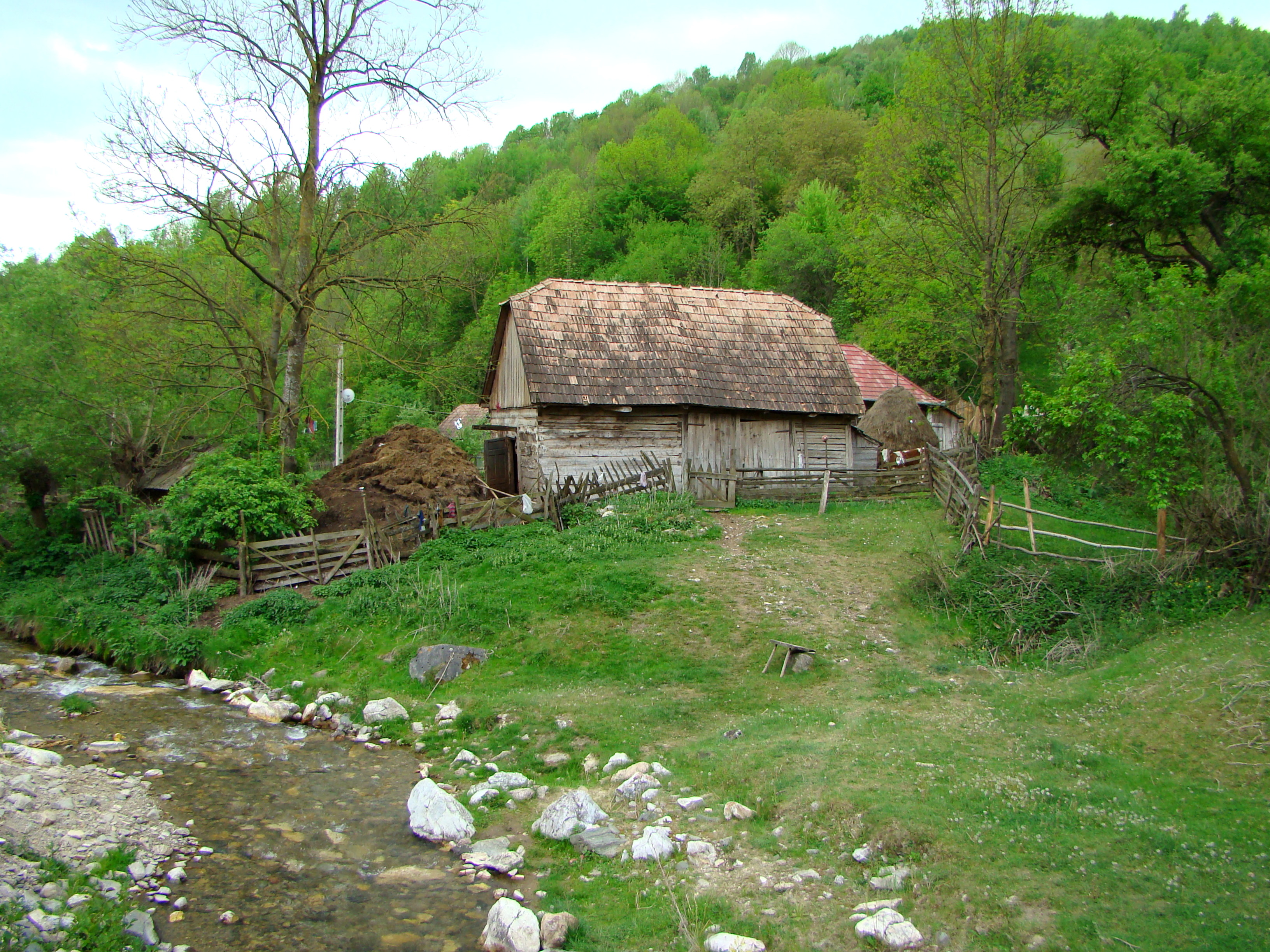
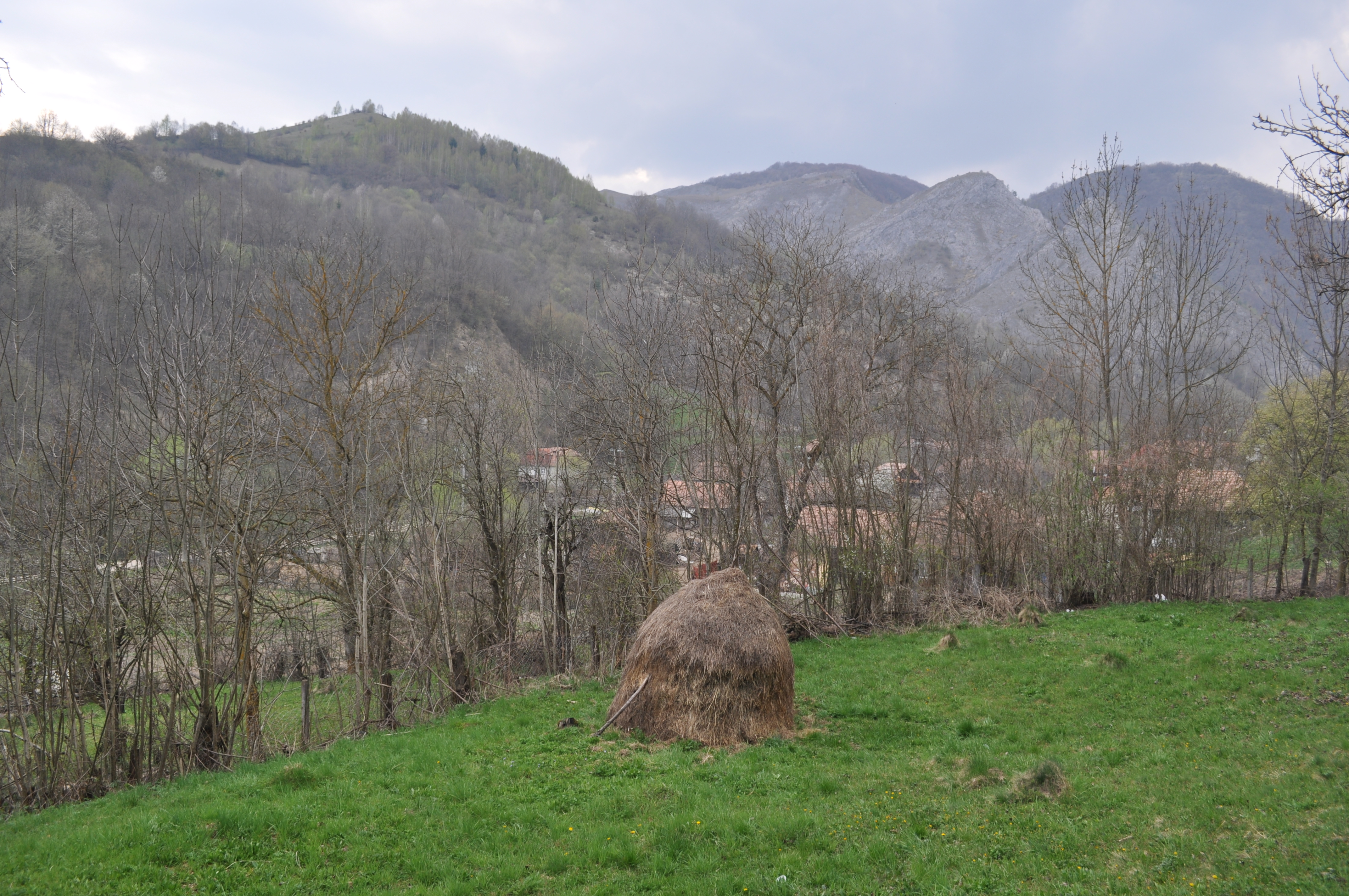
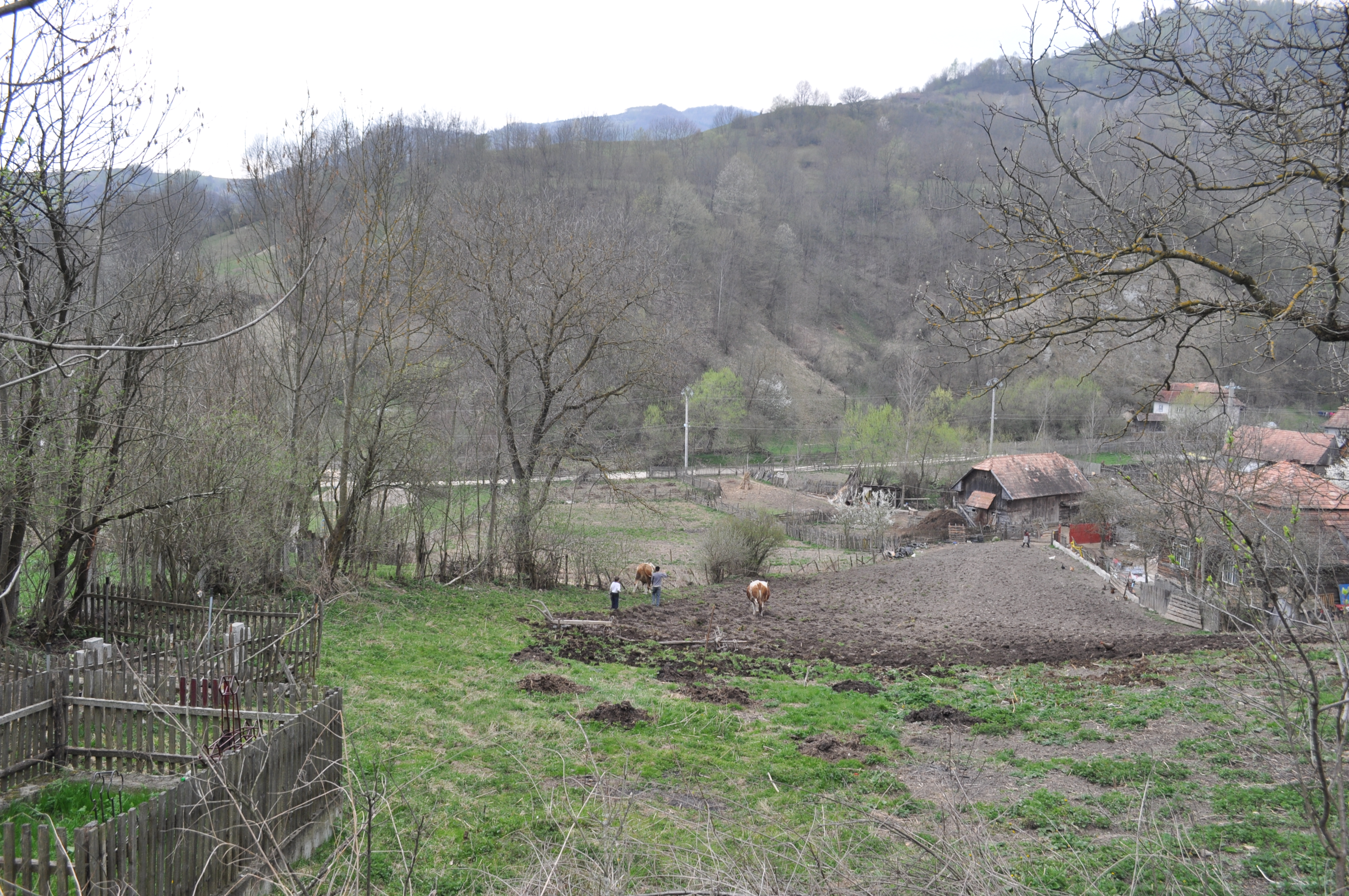
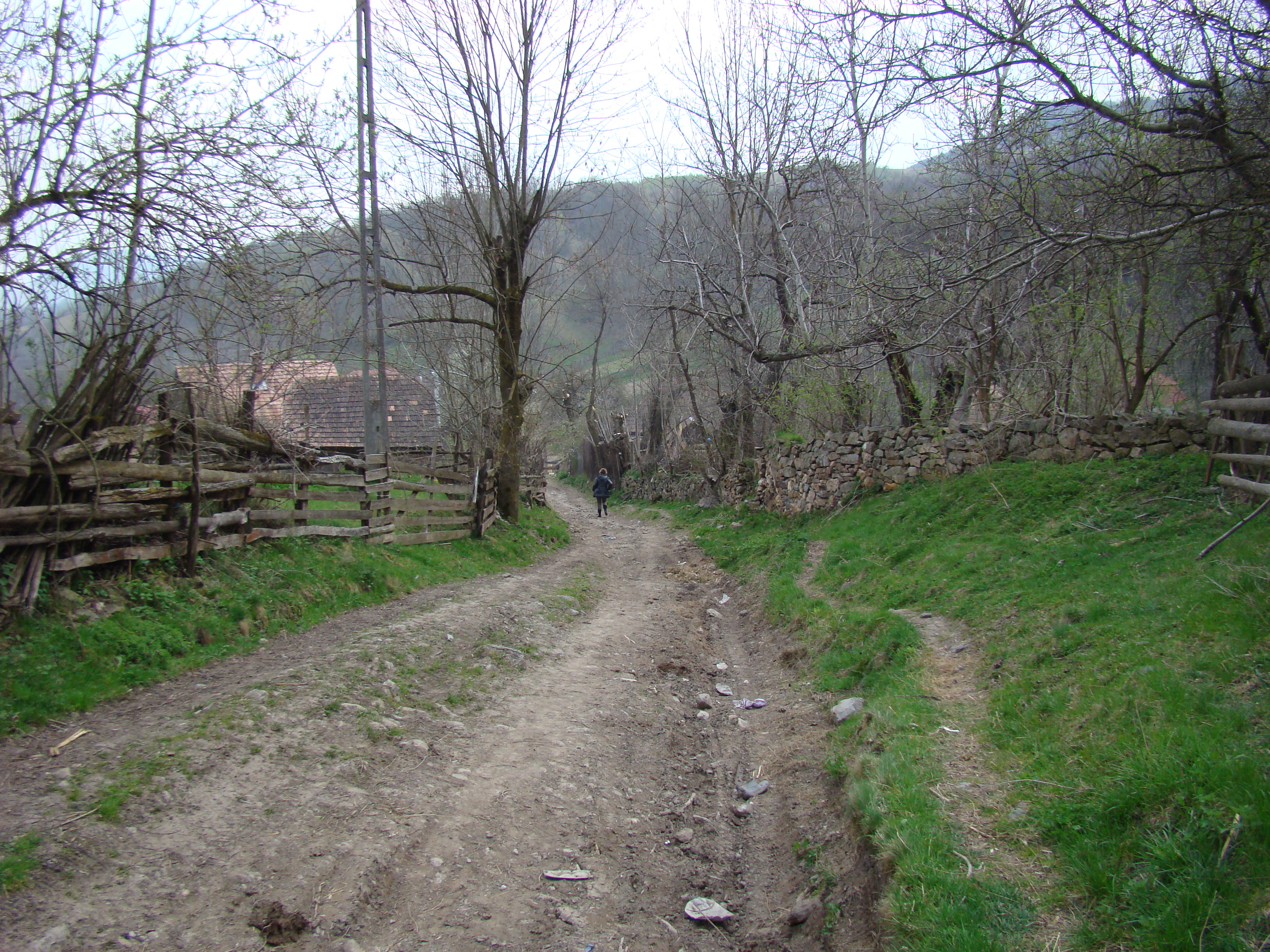
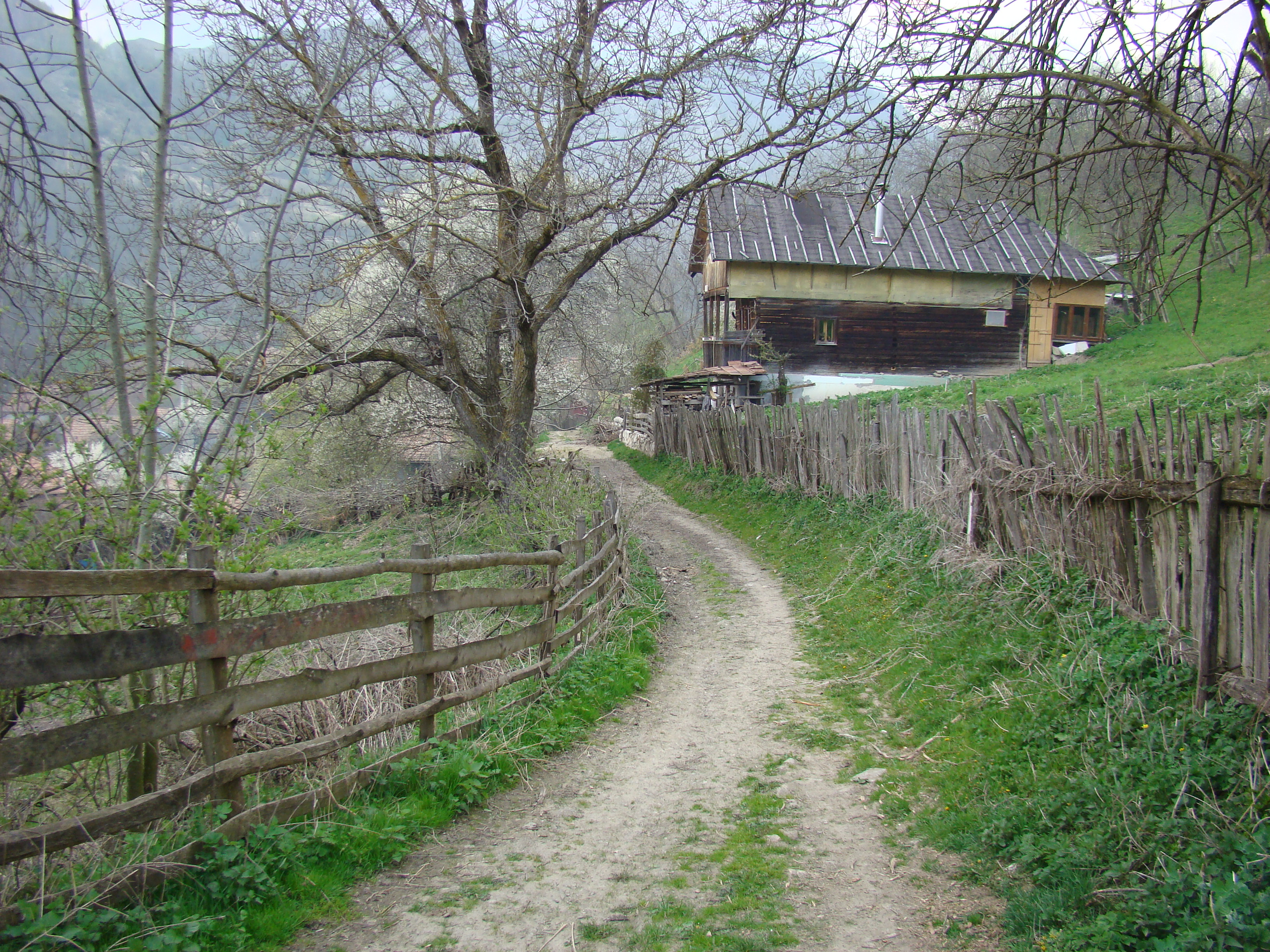
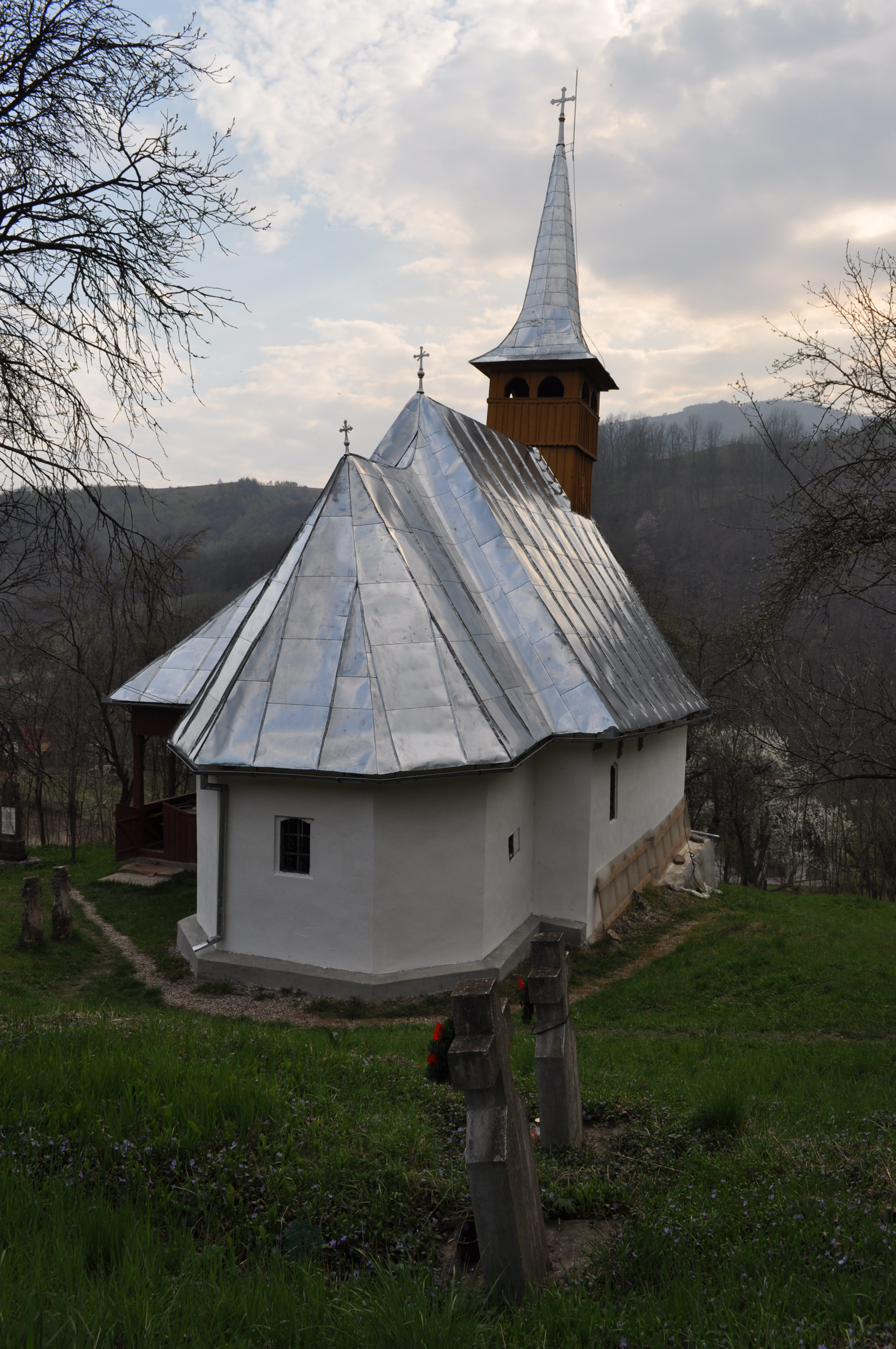
Biserica de lemn din Runc
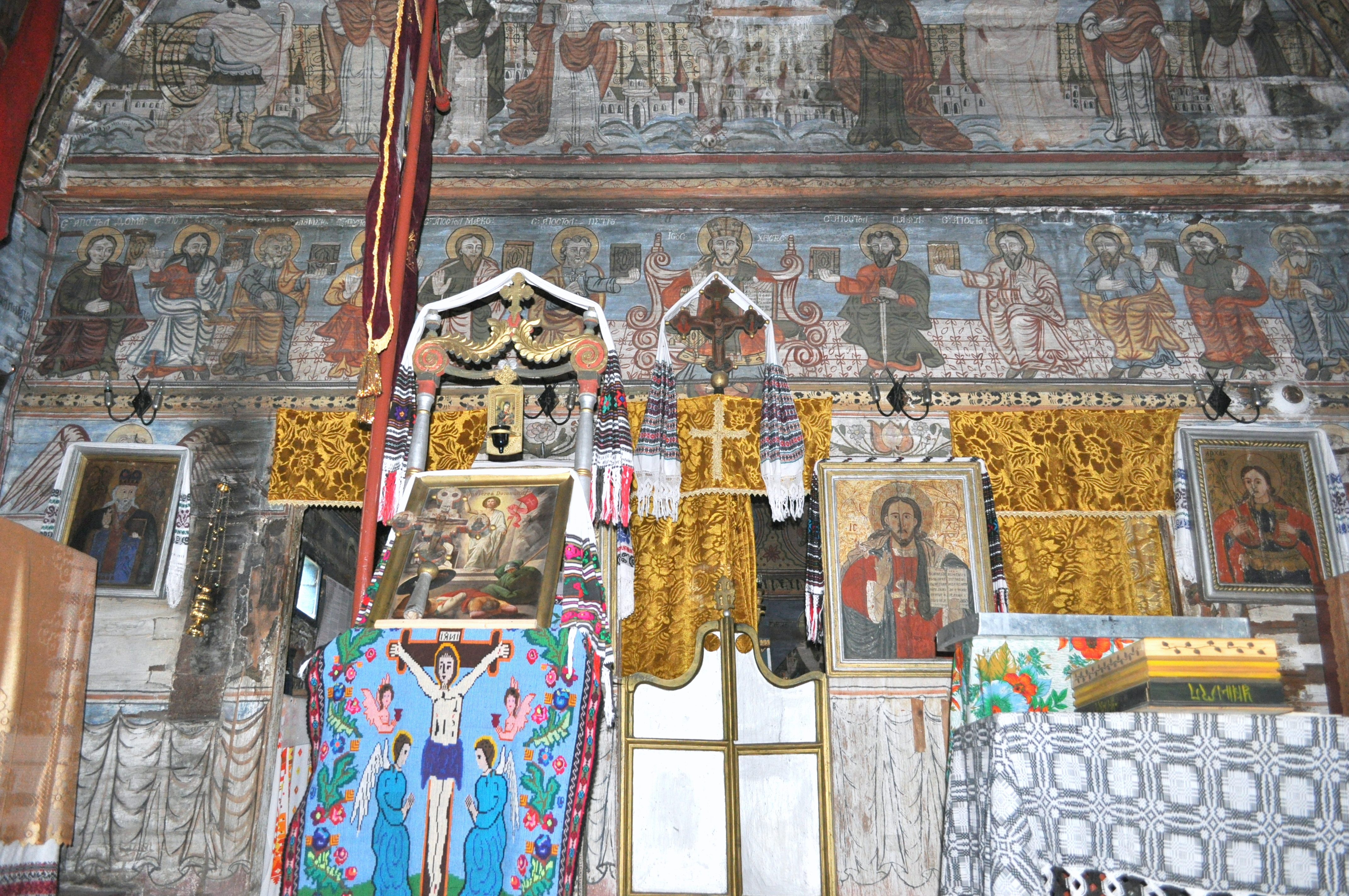
Biserica de lemn din Runc
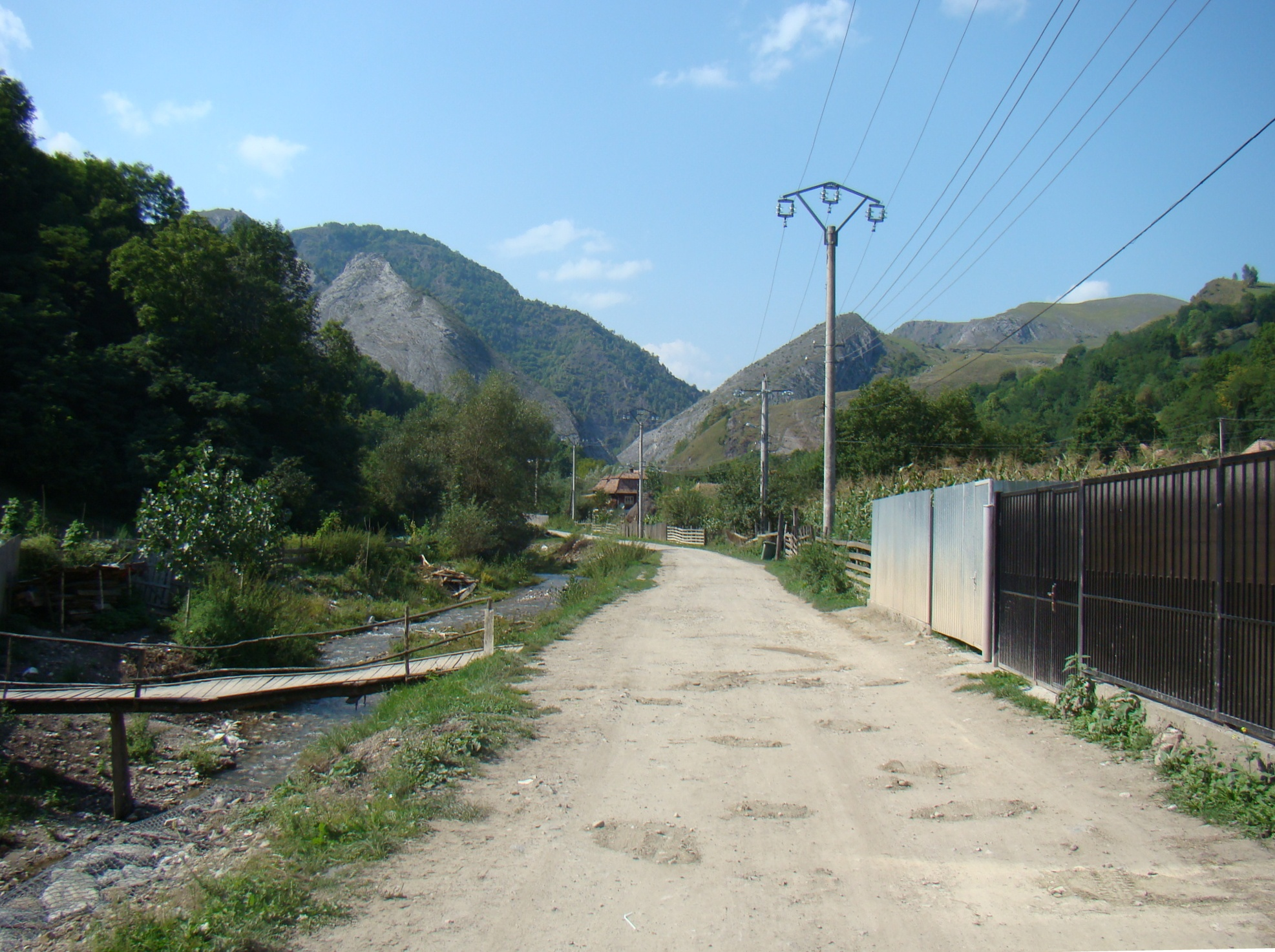
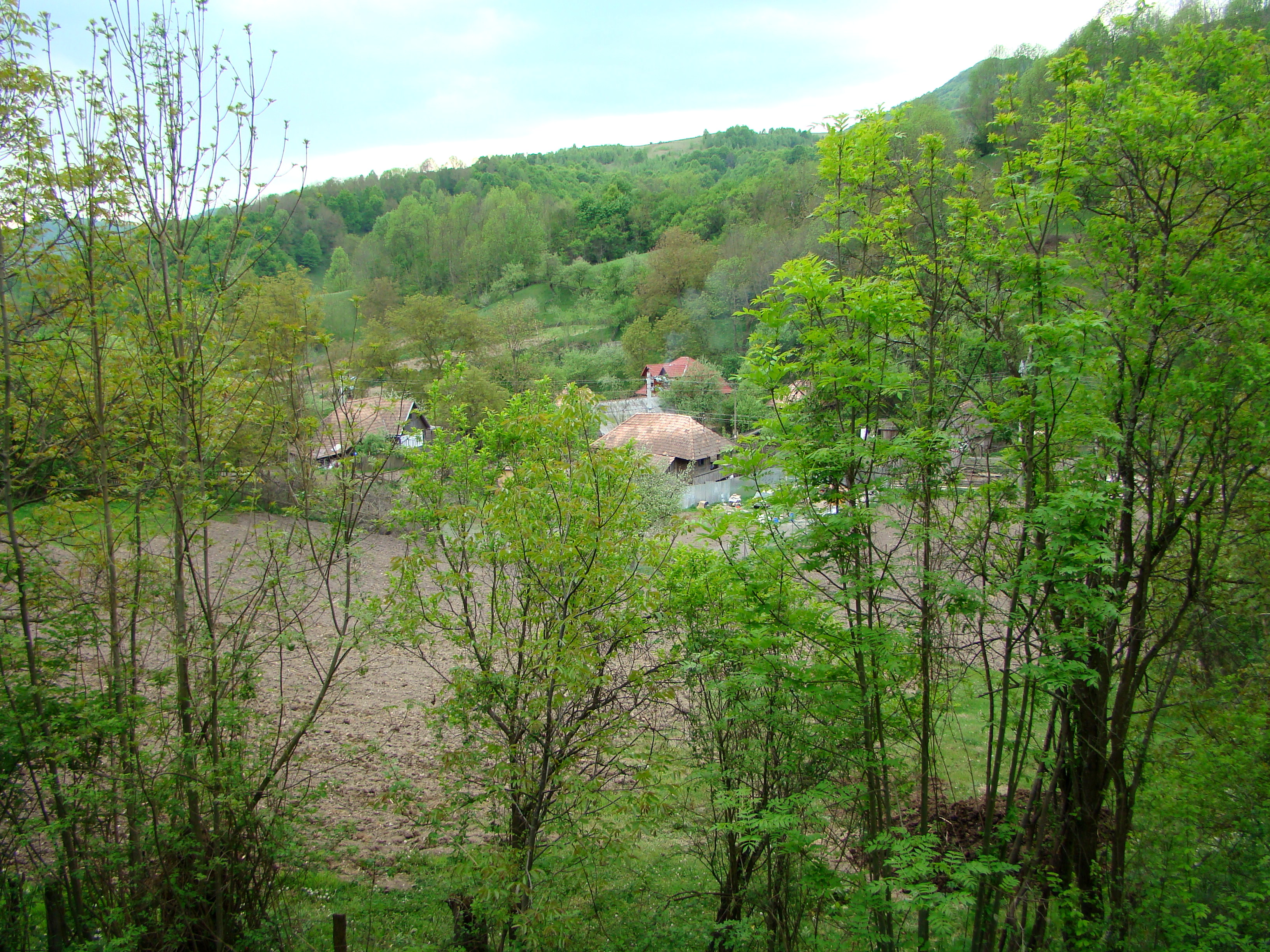